# Vertrag von Kaaden

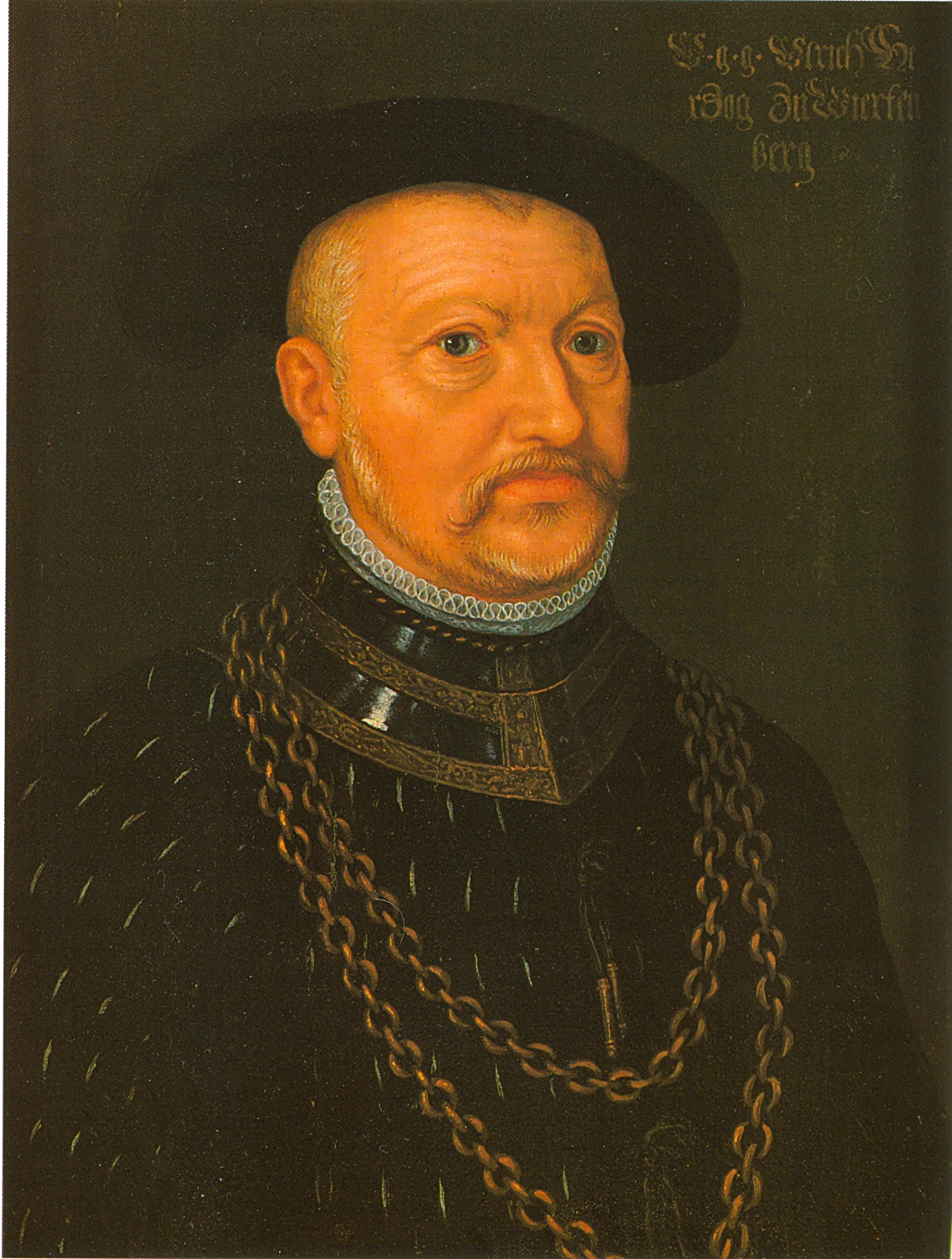
Herzog Ulrich von Württemberg

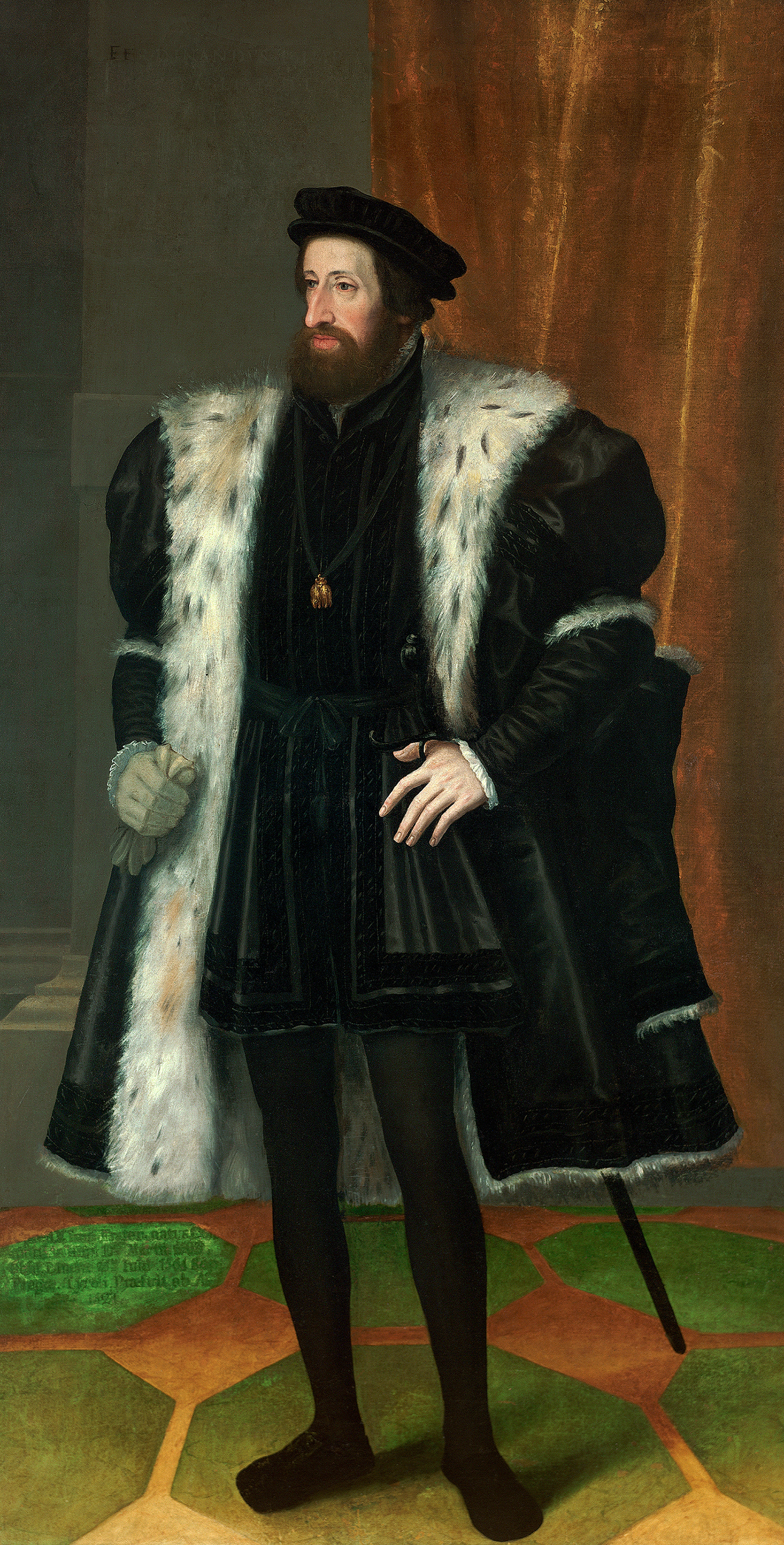
Ferdinand I.

Der Vertrag von Kaaden (auch Kaadener Vertrag oder Friedensschluss von Kaaden genannt) wurde am 29. Juni 1534 in Kaaden zwischen dem späteren Habsburger Kaiser Ferdinand I. und Herzog Ulrich von Württemberg geschlossen. In ihm wurde Ulrich nach dessen Rückeroberung die Herrschaft über Württemberg wieder zugestanden. Allerdings bestand das Haus Habsburg darauf, dass dies nur in Form eines österreichischen Afterlehens geschah, so dass Ulrich gegen Österreich lehenspflichtig blieb.

## Vorgeschichte
Herzog Ulrich von Württemberg erstach 1515 aus persönlichen Motiven den Ritter Hans von Hutten. Kaiser Maximilian I. verhängte deswegen 1516 die Reichsacht über ihn. Bevor die Situation jedoch militärisch eskalieren konnte, starb der Kaiser.
1519 überfiel Ulrich unter Vorwand die Freie Reichsstadt Reutlingen, die eine Enklave im Territorium des Herzogs bildete. Bayern ging daraufhin mit Unterstützung des Schwäbischen Bundes gegen den Herzog vor und vertrieb ihn aus seinem Herzogtum. Der Schwäbische Bund übertrug 1520 die Herrschaftsgewalt in Württemberg auf Erzherzog Ferdinand. Ulrich hielt sich nach der Vertreibung in seinem linksrheinischen Nebensitz Mömpelgard auf und versuchte mehrfach, sich wieder in den Besitz des Herzogtums zu bringen.
Die habsburgische Besetzung des Herzogtums wurde von den Reichsständen äußerst kritisch gesehen, da sie eine erhebliche Aufwertung der habsburgischen Position im Westen des Reiches darstellte. Überlagert wurde dieser Streit durch die konfessionelle Frage – Herzog Ulrich begann seit etwa 1523 sich der Reformation zuzuwenden.
Unterstützt wurde Ulrich bei der Restitution seines Herzogtums vom hessischen Landgraf Philipp I., einem der mächtigsten und einflussreichsten protestantischen Fürsten seiner Zeit, der mit Ulrich entfernt verwandt war. Durch das Ende des Schwäbischen Bundes im Februar 1534 ergab sich eine Möglichkeit zur militärischen Lösung der Württembergfrage. Innerhalb von zwei Wochen eroberte der hessische Landgraf mit Truppen des Schmalkaldischen Bundes das Herzogtum. Nach der Schlacht bei Lauffen am 13. Mai 1534 war die habsburgische Herrschaft in Württemberg vollständig zusammengebrochen.

## Der Vertrag
Erzbischof Albrecht von Magdeburg und Mainz und Herzog Georg von Sachsen versuchten nach den Kriegshandlungen als Vermittler aufzutreten und den Konflikt zu beenden.
Schon am 29. Juni 1534 wurde in Kaaden bei Eger ein Friedensvertrag abgeschlossen, der einen Kompromiss zwischen den beiden streitenden Parteien erzielen sollte. Ulrich wurde zwar wieder Regent von Württemberg, dennoch beschränkte der Vertrag seine neu wiedererlangten Rechte erheblich ein. Ulrich, wie auch der Kurfürst von Sachsen, mussten die strittige Wahl Ferdinands zum Deutschen König anerkennen. Ferdinand behielt darüber hinaus formell den Titel des Herzogs von Württemberg, gab aber das Herzogtum als Afterlehen an Ulrich weiter. Dieses Afterlehensverhältnis stellte eine erhebliche Degradierung von Ulrichs Fürstenwürde dar. Ferdinand behielt sich weiterhin das Recht vor, das Lehen wieder einzuziehen, falls der Herzog oder seine Nachkommen gegen das Haus Österreich vorgehen sollten. Außerdem sicherte der Vertrag Ferdinand das Recht, nach Aussterben des Mannesstammes im Haus Württemberg, die Neubesetzung des Herzogtums alleine zu bestimmen.
Der Vertrag verbot ausdrücklich, die Lehren der Schweizer Reformatoren oder die der Täufer im Herzogtum einzuführen. Im Vertrag wurde also das Luthertum ganz klar gegenüber den anderen protestantischen Strömungen bevorzugt. Außerdem verlangte Ferdinand von Ulrich eine förmliche Bitte um Verzeihung und Gnade.

## Auswirkungen und weiterer Verlauf
Mit Ulrichs Rückkehr aus dem Exil setzte ab 1534 die Reformation in Württemberg ein. Sie stellte eine erhebliche Verstärkung der protestantischen Partei im deutschen Südwesten dar. 1536 trat Ulrich dem Schmalkaldischen Bund bei, was eine wichtige Ausweitung des Einflussbereiches des Bundes bedeutete.
Die württembergische Reformation versuchte eine Vermittlung zwischen der zwinglianischen und der lutherischen Ausrichtung der Reformation zu erreichen. Die erleichterte es besonders für die süddeutschen Reichsstädte dem Schmalkaldischen Bund beizutreten. Als großem protestantischem Flächenterritorium kam Württemberg in der Folgezeit eine Art Schutzfunktion über die in diesem Raum besonders zahlreich vertretenen protestantischen Reichsstädte zu.
Später zog Ferdinand dieses Lehen aufgrund Ulrichs Teilnahme am Schmalkaldischen Krieg wieder ein. Endgültig wurde der Besitz Württembergs erst 1552 unter Herzog Christoph von Württemberg zu dessen Gunsten geregelt.
Herzog Friedrich I. erkaufte 1599 die Rückwandlung Württembergs in ein Reichslehen. Den Habsburgern wurde jedoch eine Anwartschaft auf das Land eingeräumt für den Fall, dass das Haus Württemberg in männlicher Linie aussterben sollte. Dazu kam es jedoch nie, bis der Friede von Pressburg 1805 die österreichischen Ansprüche beendete.